# Жарри-Делож, Рене
Рене Жарри-Делож (фр. Rene Jarry-Desloges,1868 −1951) — французский астроном-любитель, энтузиаст исследований Марса.

## Биография
Создал ряд обсерваторий для наблюдений планет — на плато Мон-Ревар (1907), Массегро и Тури (1909); в 1911 г. построил обсерваторию в Стифе (Алжир), где он сам и другие французские астрономы регулярно проводили наблюдения планет — главным образом Марса и Луны. Результаты были опубликованы в десяти томах трудов обсерваторий Жарри-Деложа — «Наблюдения планетных поверхностей». Уточнил период обращения Меркурия.
В его честь назван кратер на Марсе.